# 二木真希子
二木 真希子（ふたき まきこ、1957年6月19日 - 2016年5月13日）は、日本のアニメーター、イラストレーター、絵本作家。愛知県出身。

## 経歴
愛知教育大学教育学部美術科卒業後、テレコム・アニメーションフィルムの2期生として入社。その後フリーとなり、1991年に社員制となったスタジオジブリに入社。2014年8月に制作部門が休止となり退社。以降、フリーで活動。
動植物の描写を得意とし、『風の谷のナウシカ』の砂洲でのナウシカと王蟲の仔のシーン、『天空の城ラピュタ』のパズーとシータの屋根の上での出会いのシーン、『となりのトトロ』のメイとトトロの出会いのシーン、天高くそびえていく樹木のシーン、葉群れやオタマジャクシのシーン、『魔女の宅急便』の冒頭の風の丘のシーン等を手がける。
『天使のたまご』に関わった際、宮崎駿に「本当にいい仕事ができた」と語った。
『もののけ姫』のラストシーンのこだまを書いた時、宮崎駿に「この物語はやりきれないので希望を持たせるために、このこだまが後にトトロになったことにしませんか」と提案した所、その案が採用された。
体調不良のため、東京都小金井市の病院に入院するも、2016年5月13日に死去。58歳没。葬儀は親族のみで執り行われた。

## 参加作品

### 劇場アニメ
- じゃりン子チエ（1981年4月11日、動画）
- SPACE ADVENTURE コブラ（1982年7月3日、原画）
- 風の谷のナウシカ（1984年3月11日、原画）
- 銀河鉄道の夜（1985年7月13日、原画）
- 天空の城ラピュタ（1986年8月2日、原画）
- 王立宇宙軍 オネアミスの翼（1987年3月14日、原画）
- となりのトトロ（1988年4月16日、原画）
- AKIRA（1988年7月16日、原画）
- 魔女の宅急便（1989年7月29日、原画）
- MAROKO 麿子（1990年3月19日、原画）
- おもひでぽろぽろ（1991年7月20日、原画）
- 紅の豚（1992年7月18日、原画）
- 平成狸合戦ぽんぽこ（1994年7月16日、原画）
- 耳をすませば（1995年7月15日、原画）
- もののけ姫（1997年7月12日、原画）
- ホーホケキョ となりの山田くん（1999年7月17日、原画）
- 千と千尋の神隠し（2001年7月20日、原画）
- ハウルの動く城（2004年11月20日、原画）
- ゲド戦記（2006年7月29日、作画監督補佐）
- 崖の上のポニョ（2008年7月19日、原画）
- 借りぐらしのアリエッティ（2010年7月17日、原画）
- コクリコ坂から（2011年7月16日、原画）
- 風立ちぬ（2013年7月20日、原画）
- 思い出のマーニー（2014年7月19日、原画）

### 実写映画
- 柳川堀割物語（1987年8月15日、原画）

### OVA
- 天使のたまご（1985年12月15日、原画）
- トワイライトQ 迷宮物件 FILE538（1987年8月28日、原画）
- デビルマン 誕生編（1987年11月1日、原画）
- 御先祖様万々歳!（1989年8月5日～1990年1月25日、原画）

### テレビアニメ
- 名探偵ホームズ（1984年11月6日～1985年5月20日、原画）
- めぞん一刻（1986年3月26日～1988年3月2日、原画）

### ゲーム
- 二ノ国 漆黒の魔導士（2010年12月9日、原画）

### 絵本
- 『世界の真ん中の木』<アニメージュ文庫> 徳間書店 1989年
- 『小さなピスケのはじめてのたび』 ポプラ社 1993年
- 『小さなピスケのはじめてのともだち』 ポプラ社 1998年

### 表紙・挿絵
- 守り人シリーズ（上橋菜穂子、偕成社、1996年7月～2012年2月）
  - 精霊の守り人
  - 闇の守り人
  - 夢の守り人
  - 神の守り人 来訪編
  - 神の守り人 帰還編
  - 天と地の守り人 第一部 ロタ王国編
  - 天と地の守り人 第二部 カンバル王国編
  - 天と地の守り人 第三部 新ヨゴ皇国編
  - 炎路を行く者（「十五の我には」）